# Duncan (Macbeth)
Pour les articles homonymes, voir Duncan.
Le roi Duncan est un personnage de fiction apparaissant dans Macbeth de Shakespeare.

## Le personnage
Duncan est le père de deux jeunes fils (Malcolm et Donalbain) et est victime d'un régicide bien planifié dans une prise de pouvoir par son capitaine de confiance Macbeth. Le personnage est inspiré du roi d'Écosse Donnchad mac Crinain, décrit dans Chronicles of England, Scotland, and Ireland [Chroniques d'Angleterre, d'Écosse et d'Irlande] (1587) de Raphael Holinshed, une histoire des îles Britanniques familière à Shakespeare et à ses contemporains. Contrairement au roi Duncan incompétent de Holinshed (qui est crédité dans le récit d'une « administration faible et paresseuse »), le roi Duncan de Shakespeare est conçu comme une figure paternelle sensible, perspicace et généreuse dont le meurtre afflige l'Écosse et est considéré comme la cause des troubles dans le monde naturel.

## Analyse
Duncan est une figure paternelle généreuse et gentille, mais également ferme (« Plus que Thane de Cawdor ne trompera / Notre intérêt de cœur. Allez prononcer sa mort actuelle / Et avec son ancien titre saluez Macbeth. »), perspicace (« Il n'y a pas d'art / Pour trouver la construction de l'esprit dans le visage. »), et sensible (« Ce château a un siège agréable. L'air / Agile et doucement se recommande / A nos doux sens. »). Cependant, le rôle est plein d'ironie ; il est complètement dans l'erreur sur les intentions de Macbeth et peut donc paraître naïf. Bien qu'un lecteur moderne puisse considérer Duncan comme un monarque incompétent à cet égard, Duncan représente l'ordre moral dans la pièce et son meurtre signale le début du chaos.
Le roi Duncan d'Écosse (vers 1001-1040) est le souverain d'Écosse que Macbeth assassine pour son trône. Duncan de Shakespeare est un homme âgé, une figure respectée et noble ; comme le réfléchit Macbeth, il « a supporté ses facultés si douces, a été si clair dans sa grande fonction, que ses vertus / plaideront comme des anges, trompette-tongu'd » (1.7.17–19). La nature généreuse et confiante de Duncan contraste de façon frappante avec le mal qui entoure Macbeth. Bien qu'il n'apparaisse que dans l'acte 1, il est un symbole important des valeurs qui doivent être vaincues et restaurées au cours de la pièce. Sa générosité et son affection paternelle pour Macbeth rendent son meurtre encore plus effroyable. L'ironie inconsciente est vive lorsqu'il salue Macbeth, qui complote déjà contre lui, avec une déclaration de sa propre ingratitude, au 1.4.14-16. La foi de Duncan, égarée d'abord dans le rebelle Cawdor puis dans Macbeth, offre au public une introduction à l'atmosphère de trahison qui existe dans le monde de la pièce.
Le Duncan historique était un homme beaucoup plus jeune que le personnage de Shakespeare, seulement quelques années plus âgé que Macbeth. Le dramaturge a changé l'âge de Duncan pour souligner le mal du crime de Macbeth, mais en fait Macbeth n'a pas tué Duncan; il a usurpé la couronne par une guerre civile et Duncan est mort au combat. Les deux étaient cousins germains, tous deux petits-fils du prédécesseur de Duncan sur le trône d'Écosse, le roi Malcolm II (gouverné de 1005 à 1034). La revendication du trône de Duncan était un peu plus forte que celle de Macbeth car il semble que Malcolm II avait nommé Duncan comme son héritier, bien que les faits soient obscurs. Cependant, l'action de Macbeth était une manœuvre politique ordinaire au XIe siècle en Écosse. Le roi Malcolm II a pris le trône auparavant en assassinant son cousin, Kenneth III (997-1005). Shakespeare a conçu sa version de la mort de Duncan à partir d'un compte rendu d'un assassinat royal antérieur, celui de l'oncle de Malcolm II, le roi Duff (mort en 967), dans sa source, l'histoire de Raphael Holinshed.

## Adaptations cinématographiques et télévisuelles

### Cinéma
Duncan a été joué dans des adaptations cinématographiques de la pièce par Anthony Head en 2008, Gary Sweet en 2006 et Tom Reed en 2003. Javier Ronceros a interprété le rôle dans Hamlet de Dogg, Macbeth de Cahoot (2005) et John Little dans Macbeth: The Comedy (2001). Christopher McCann a joué Duncan dans Macbeth à Manhattan (1999). Greg Korin, John Corvin et Antti Litja ont joué le rôle en 1998, 1997 et 1987 respectivement. Erskine Sanford a joué le roi Duncan dans Macbeth d'Orson Welles en 1948, Louis Northop dans une adaptation cinématographique de 1946 et par Nicholas Selby en 1971 Macbeth Spottiswoode Aitken et Charles Kent ont tous deux joué Duncan dans des versions muettes de Macbeth en 1916 et 1908 (la première version à l'écran de la pièce). David Thewlis a interprété le rôle dans l'adaptation de Justin Kurzel en 2015.
Dans l'adaptation cinématographique d'Orson Welles de Macbeth en 1948, le rôle du roi Duncan est réduit. La scène 1,2 est entièrement coupée ainsi que des portions généreuses de la scène 1,4. Le roi Duncan est vu brièvement dans la 1.6 alors qu'il entre dans le château de Macbeth dans un faste considérable. Le début de la scène 1.4, avec sa description de l'exécution de Cawdor, est transplanté sur cette scène. Le discours du « martlet hantant le temple » de Banquo est donné à Duncan. Duncan est plus tard vu endormi dans son lit pendant un moment éphémère alors que Lady Macbeth se glisse dans l'ombre de la chambre. Le personnage de Donalbain est coupé, laissant Duncan avec un seul fils, Malcolm.  

### Télévision
Vincent Regan a joué le roi Duncan dans "ShakespeaRe-Told" Macbeth (2005), Ray Winstone dans Macbeth on the Estate (1997), Laurence Payne dans "Shakespeare: The Animated Tales" Macbeth (1992), Griffith Jones dans A Performance of Macbeth (1979), et Jacques Mauclair dans Macbett (1974), Kevin Coughlin sur le "Goodyear Television Playhouse" (1955) et Lee Patterson sur le "Douglas Fairbanks, Jr., Presents" Dream Stuff (1954). D'autres interprètes du rôle à la télévision incluent Philip Madoc (1998), Mark Dignam (1983), Powys Thomas (1961), Malcolm Keen (1960), Leo G. Carroll (1949), Arthur Wontner (1949).